# Dives in misericordia (encyclique)
Pour les articles homonymes, voir Dives in Misericordia.
Dives in misericordia (Riche en miséricorde) est la seconde encyclique écrite par Jean-Paul II en 1980 et publiée le 30 novembre de cette année. Elle traite de la miséricorde divine, à partir de la parabole de l'Enfant prodigue, à la suite du sermon sur la montagne : « Bienheureux les miséricordieux, car ils obtiendront miséricorde ».

## Contexte et objectif
L'encyclique est le deuxième volet d'un triptyque concernant la Trinité chrétienne : elle fait suite à Redemptor Hominis écrite en 1979 et sera suivie quelques années plus tard (1986) par Dominum et Vivificantem. Le pape Jean-Paul II décrira ultérieurement son entreprise comme une exploration conjointe du mystère de Dieu et du mystère de la Création, et en particulier du mystère de l'Homme. Il fera également le lien avec son expérience, dans son propre pays, des « idéologies du mal » que furent le nazisme et le communisme. Pour Karol Wojtyla, « l'unique vérité capable de contrebalancer le mal de ces idéologies est le fait que Dieu est Miséricorde - c'était la vérité du Christ miséricordieux. C'est pour cela que, lorsque je fus appelé sur le Siège de Pierre, j'ai ressenti fortement la nécessité de transmettre les expériences faites dans mon pays natal, mais appartenant au trésor de l'Eglise universelle ».

## Plan
- I. Qui me voit, voit le Père (cf. Jn 14, 9)
- II. Message messianique
- III. La miséricorde dans l'Ancien Testament
- IV. La parabole de l'enfant prodigue
- V. Le mystère pascal
- VI. « Miséricorde... de génération en génération »
- VII. La miséricorde de Dieu dans la mission de l'Église
- VIII. Prière de l'Église de notre temps